# Dysplazie

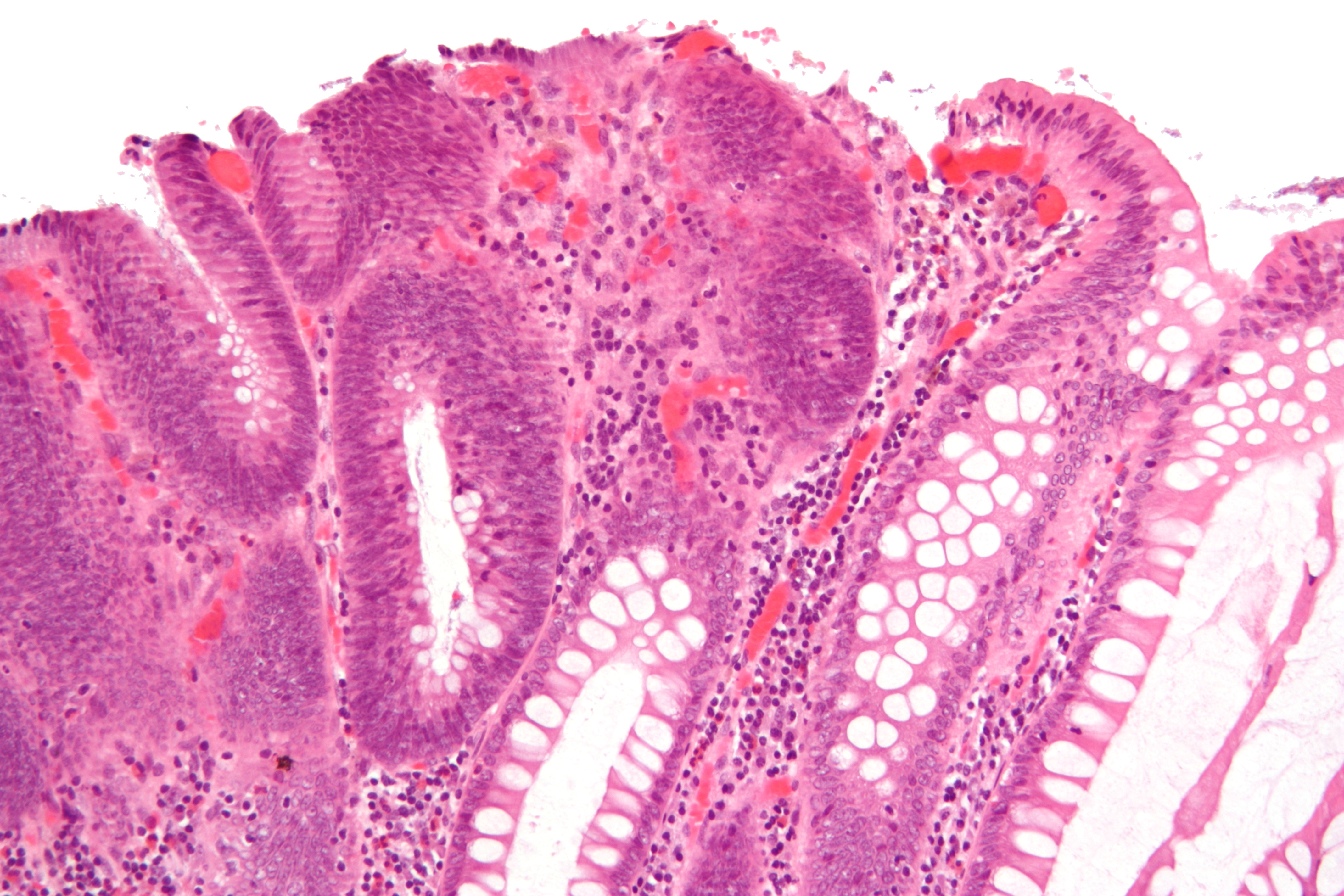
Dysplastické buňky epitelu u tubulárního adenomu

Dysplazie je termín užívaný v patologii odkazující na poruchu vývoje nebo růstu. Při této poruše vývoje často dochází k expanzi nezralých buněk (jako například buňky ektodermu) s odpovídajícím úbytkem zralých buněk. Dysplazie často svědčí pro počínající neoplastický proces.
Termín dysplazie je často používán v případě, že buněčná odchylka je limitována na výchozí tkáň, jako v případě in-situ neoplastických procesů. Způsobuje vyšší riziko vzniku zhoubného nádoru. Na jejím vzniku se podílí virová infekce, chronické dráždění atd..
Na rozdíl od metaplazie, kde se jeden diferenciovaný buněčný typ mění v jiný diferenciovaný buněčný typ, je u dysplazie buněčné vyzrávání a diferenciace pouze opožděná.

## Příklady
- Cervikální intraepiteliální neoplazie
- Dysplazie kyčelního kloubu
- Myelodisplastický syndrom

## Mikroskopický obraz
Dysplazie je charakterizována následujícími základními mikroskopickými změnami buněk:
1. Anizocytóza (různá velikost buněk)
2. Poikilocytóza (buňky různých tvarů)
3. Hyperchromatismus (excesivní pigmentace)[2]
4. Přítomnost mitotických figur (zvýšený počet buněk podstupujících mitózu).[3]